# Dicrurus balicassius
Drongo-filipino ou drongo-balicassiau (Dicrurus balicassius) é uma espécie de ave da família Dicruridae.
É endémica das Filipinas.
Os seus habitats naturais são: florestas subtropicais ou tropicais húmidas de baixa altitude.